# Johnstownská potopa
Johnstownská potopa (anglicky Johnstown Flood) nastala dne 31. května 1889. Způsobilo ji protržení přehrady South Fork Dam na Little Conemaugh River, nalézající se asi 23 km od města Johnstown v Pensylvánii.
Přehrada se protrhla po několika dnech velmi silných dešťů. Uvolněná masa vody způsobila smrt více než dvou tisíc lidí a vysoké materiální škody.

## Průběh událostí
Přehrada South Fork Dam byla vybudována v letech 1838 až 1853. Byla 22 metrů vysoká a 284 metrů dlouhá.
Dne 28. května 1889 se spustila velmi silná bouře. Rozvodnila malé toky, které s sebou strhávaly stromy a sutiny. Telegrafní linky byly zpřetrhány a byly poškozeny železnice.
Ráno 31. května hranice vody dosahovala k vrcholu přehrady. Skupina mužů se nejprve pokusila uvolnit částečně zanesený odtok. Někteří se neúspěšně snažili prokopat další odtokovou cestu, kterou by se přehrada upustila, čímž by se snížil tlak na hráz. Jiní se ji snažili navýšit bahnem a kameny. Asi hodinu a půl po poledni svých snah zanechali v obavách, že přehradě bezprostředně hrozí protržení.
Ke kolapsu hráze došlo krátce po 3. hodině odpolední. Dvacet milionů tun vody se vylilo do Little Conemaugh River. Vyprázdnění přehrady trvalo asi 40 minut. Voda nejprve zasáhla městečko South Fork. Zničila zde asi 20 až 30 domů, čtyři lidé zemřeli, ale většině se podařilo utéct do blízkých kopců.
O něco dál ničivou vodní vlnu nakrátko zpomalil 24 metrů vysoký železniční most Conemaugh Viaduct. Trosky a kmeny stromů, které voda unášela, se zde vzpříčily proti mostnímu oblouku. Most ale odolal jen 7 minut, poté voda s obnovenou silou pokračovala dál. Smetla městečko Mineral Point, z nějž zemřelo 16 lidí. Následovala vesnice East Conemaugh, kde o život přišlo přinejmenším 50 lidí. Poté voda zasáhla železárnu v městečku Woodvale, odkud s sebou vzala železniční vagóny a kilometry ostnatého drátu. Woodvale mělo 1100 obyvatel, zemřelo 314 z nich.
Necelou hodinu po protržení přehradní hráze dorazila voda do třicetitisícového města Johnstown. Masa vody unášející trosky budov a kmeny stromů, pohybující se rychlostí asi 64 km v hodině a místy dosahující 18metrové výšky, ve městě způsobila smrt více než 1800 lidí. Někteří se snažili zachránit v horních patrech svých domů, voda však strhla i řadu budov. Část lidí zabily plovoucí trosky, ke zkáze přispěly kusy ostnatého drátu, který voda nesla od železárny ve Woodvale.
Překážkou pro valící se řeku se zde stal Kamenný most (Stone Bridge), užívaný americkou železniční společností Pennsylvania Railroad. Nachází se za soutokem Little Conemaugh River se Stoney Creek River. I v tomto případě most povodeň dočasně zadržel – stále přitékající voda se přitom vydala proti proudu obou řek a ničila tak město i z jiné strany, než odkud přitekla.
Lidé, které sem voda vzala s sebou, nedostali šanci na záchranu, protože trosky nakupené proti mostu začaly hořet. V tomto místě jich zemřelo minimálně 80. Trosky hořely tři dny. Když voda ustoupila, nános větví, bahna a sutin pokrýval 12 hektarů a někde dosahoval více než 20metrové výšky. Lidé jej odstraňovali čtvrt roku, přičemž tyto práce opět komplikovaly do sutin zamotané ostraté dráty. Při odklízení byl proto použit i dynamit. Kamenný most dodnes stojí a je využíván pro železniční přepravu.

## Fotogalerie

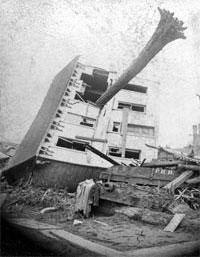
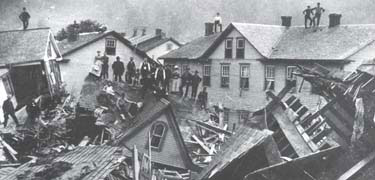
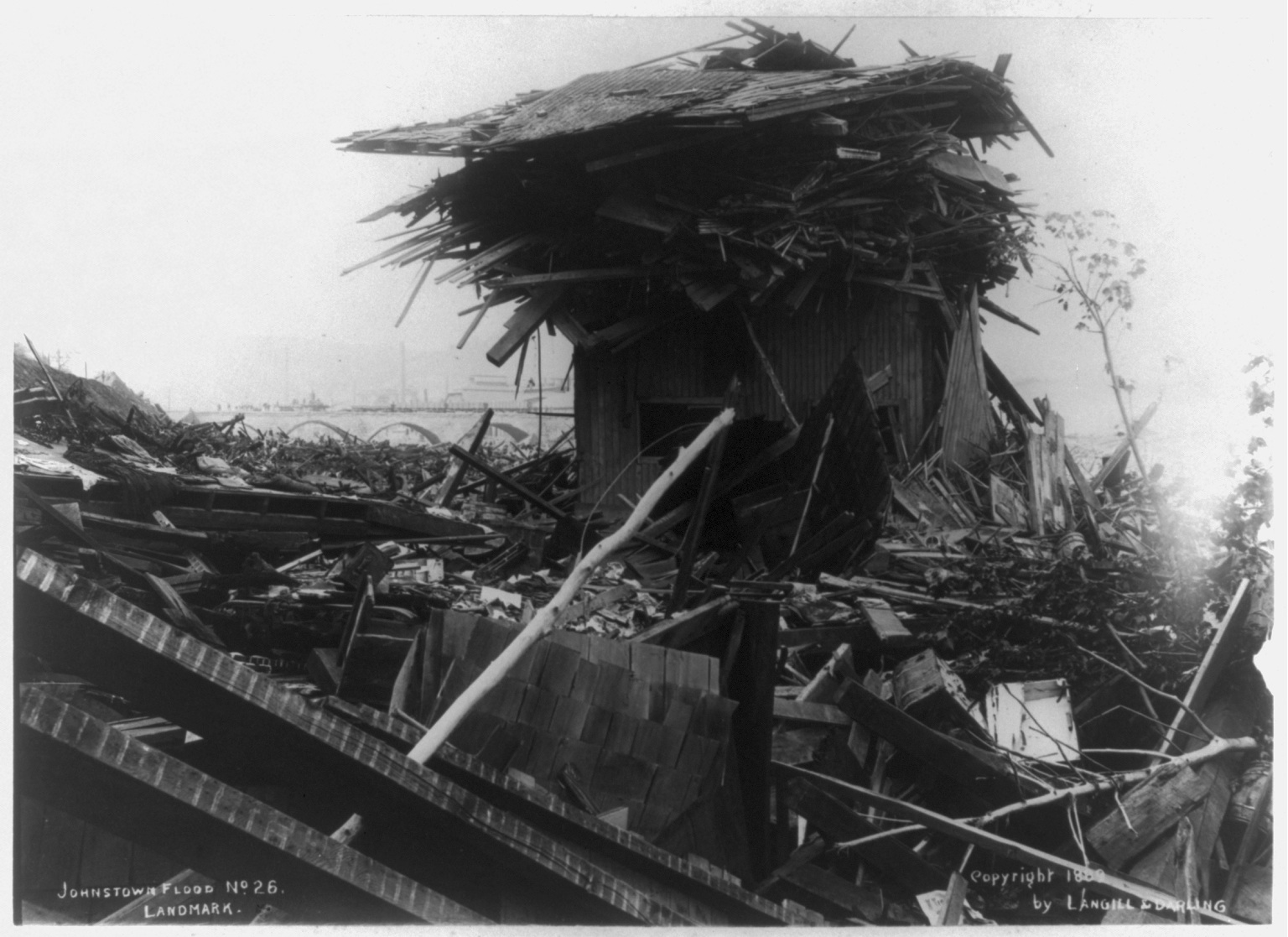
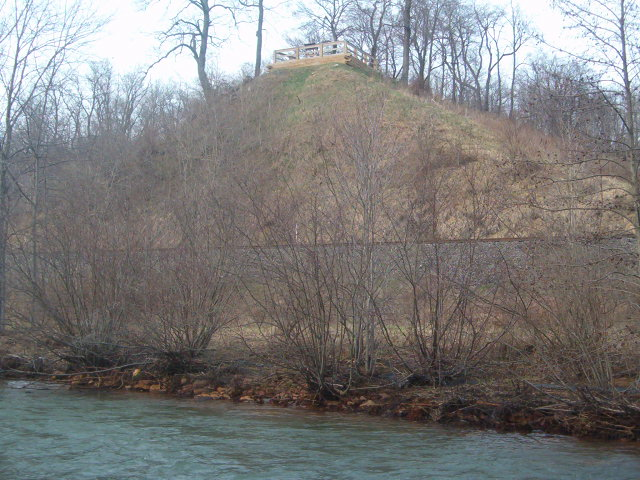
Část někdejší hráze South Fork Dam